# Pouge
Pour les articles homonymes, voir Pouge (homonymie).

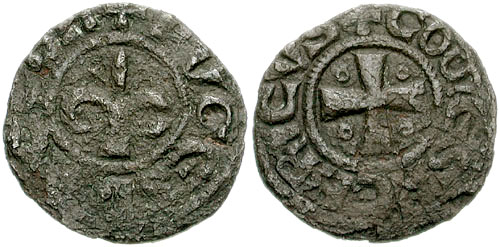
Pougeoise de Henri de Champagne.

La pouge, aussi appelée « pougeoise », « pite », « picte », « poitevine », « mite » ou « provinoise » est une monnaie d'argent qui valait une demi-obole, soit un quart de denier. 
Elle est utilisée du temps de Saint-Louis et de Philippe de Valois, dans plusieurs régions de France (Bretagne, Poitou, Aiguesmortes, etc.). Selon que le denier qu'elle partage est un « denier parisis » (de Paris) ou un « denier tournois » (de Tours), elle prend le nom de « pougeoise parisis » ou de « pougeoise tournoise ». 
Une étymologie proposée est « monnaie des évêques du Puy ».